# Jacobikirche (Bleckede)

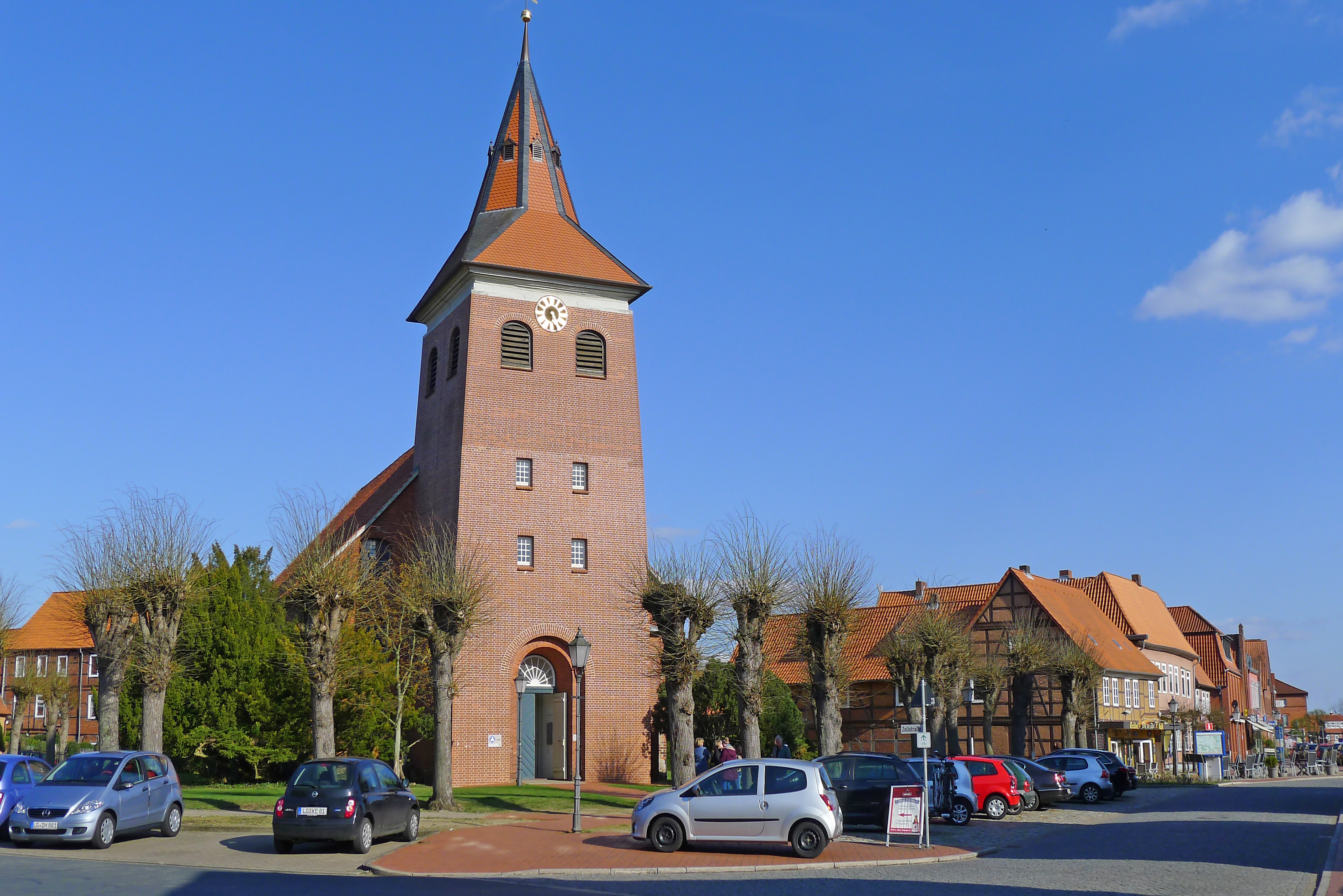
Jacobikirche

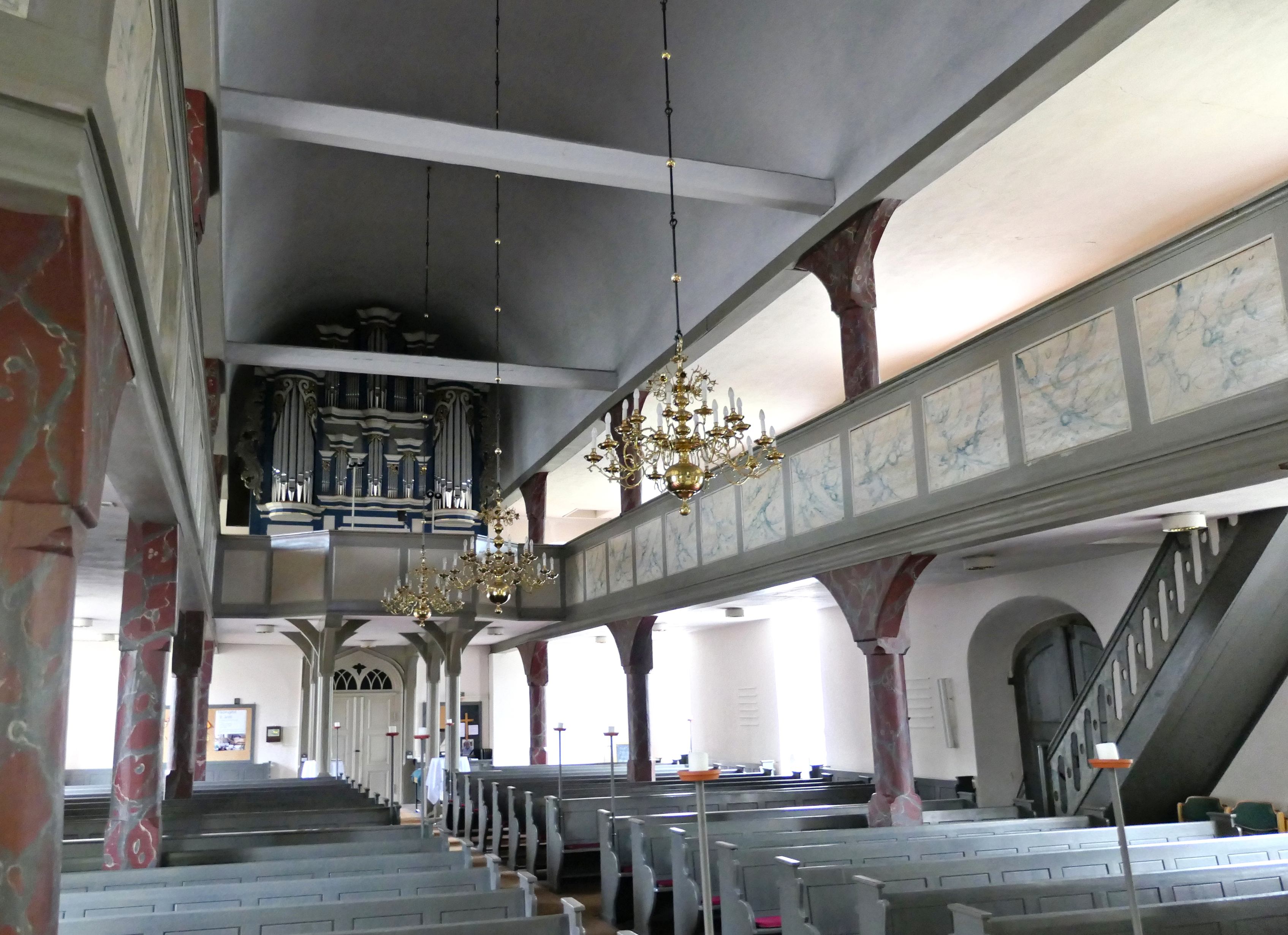
Innenansicht

Die evangelisch-lutherische denkmalgeschützte Jacobikirche steht in Bleckede, einer Kleinstadt im Landkreis Lüneburg von Niedersachsen. Sie gehört und dient einer Kirchengemeinde im Kirchenkreis Lüneburg im Sprengel Lüneburg in der Evangelisch-lutherischen Landeskirche Hannovers.

## Beschreibung
In einer Urkunde aus dem Jahre 1272 wird eine Kirche in Bleckede erstmals erwähnt, als Herzog Johann von Lüneburg durch Tausch das Kirchenpatronat über selbige erwirbt. Wegen Baufälligkeit wurde die Kirche im Jahr 1765 abgerissen und an ihrer Stelle in den Jahren 1766/67 die jetzige schlichte rechteckige Hallenkirche vom Landbaumeister O. H. von Bonn im schlichten, spätbarocken Baustil errichtet. Der Kirchturm entstand bereits im 17. Jahrhundert. Eine Pietà vom Ende des 15. Jahrhunderts steht im Vestibül des Turms. Die am Chor angebaute Sakristei ist neugotisch. 
Der rechteckige Innenraum des Langhauses wird durch die Stützen der Emporen in ein Mittelschiff und zwei Seitenschiffe geteilt, das mittlere ist mit einem hölzernen Tonnengewölbe überspannt. 
Etliche aus dem Vorgängerbau stammende Gegenstände wie die spätgotische Kreuzigungsgruppe, das kelchförmige Taufbecken und die Kanzel wurden um 1600 vom Kastellan gestiftet. Der von Säulen gerahmte Kanzelaltar wurde 1766 unter Verwendung einer Kanzel vom Anfang des 17. Jahrhunderts gebaut.
Anfang des 19. Jahrhunderts wurde mit der Pfarre die Superintendentur der Inspektion Bleckede verbunden.
Die Orgel mit 26 Registern wurde 1977 von Emil Hammer Orgelbau im barocken Orgelprospekt gebaut.